# America 3000
America 3000 là một bộ phim năm 1986 thể loại khoa học viễn tưởng hậu tận thế. Phim được đạo diễn bởi David Englebach với các ngôi sao Chuck Wagner, Laurene Landon, và William Wallace.

## Nội dung
Sau chiến tranh hạt nhân, văn minh loài người bị đưa về thời kỳ đồ đá. Câu chuyện bắt đầu ở Colorado 900 năm sau, nơi này bị thống trị bởi các nữ chiến binh giống Amazon. Đàn ông bị họ nô dịch hay sống trong hoang dã như thú vật. Korvis và người bạn của anh trốn thoát khỏi số phận nô lệ và xây dựng bộ lạc của riêng mình. Họ tìm cách giải phóng đàn ông và đem lại tình yêu cho phụ nữ.